# Тополиця
Топо́лиця (болг. Тополица) — село в Бургаській області Болгарії. Входить до складу громади Айтос.

## Населення
За даними перепису населення 2011 року у селі проживали 979 осіб.
Національний склад населення села:
| Національність   | Кількість осіб | Відсоток |
| ---------------- | -------------- | -------- |
| турки            | 650            | 67,8%    |
| болгари          | 292            | 30,4%    |
| цигани           | 0              | 0%       |
| інша             | 12             | 1,3%     |
| не визначились   | 5              | 0,5%     |
| Всього відповіли | 959            |          |

Розподіл населення за віком у 2011 році:
Динаміка населення: